# Heliolonche
Heliolonche is een geslacht van vlinders van de familie Uilen (Noctuidae), uit de onderfamilie Heliothinae.

## Soorten
- H. carolus McDunnough, 1936
- H. celeris Grote, 1873
- H. cresina Smith, 1906
- H. dysseteta Dyar, 1921
- H. modicella Grote, 1873
- H. pictipennis Grote, 1875